# Poolster
Een poolster is een ster die zich in een van de hemelpolen bevindt. Voor de noordelijke hemelpool is dat de ster met de naam Poolster, Polaris of alpha Ursae Minoris, die dicht bij het verlengde van de aardas aan de noordelijke hemelpool ligt. Gedurende de nacht lijken alle sterren door de rotatie van de aarde in een baan om de pool heen te draaien. De Poolster beweegt vrijwel niet, zodat deze altijd op dezelfde plaats aan de hemel te vinden is. De Poolster was, voor de ingebruikneming van elektronische systemen zoals gps, van groot belang voor de navigatie. De hoogte van de Poolster aan de hemel is vrijwel gelijk aan de breedtegraad waarop de waarnemer zich bevindt; de zegswijze poolshoogte nemen, is hiervan afgeleid.
De zuidelijke hemelpool heeft geen heldere ster die duidelijk poolster is; de zwakke ster Sigma Octantis in het sterrenbeeld Octant wordt echter wel Polaris Australis genoemd, Zuidelijke Poolster. Het Zuiderkruis (Crux) staat vrij ver van de hemelpool vandaan, maar dankt zijn naam aan de opvallende kruisvorm waarvan de staande poot naar de zuidelijke hemelpool wijst.

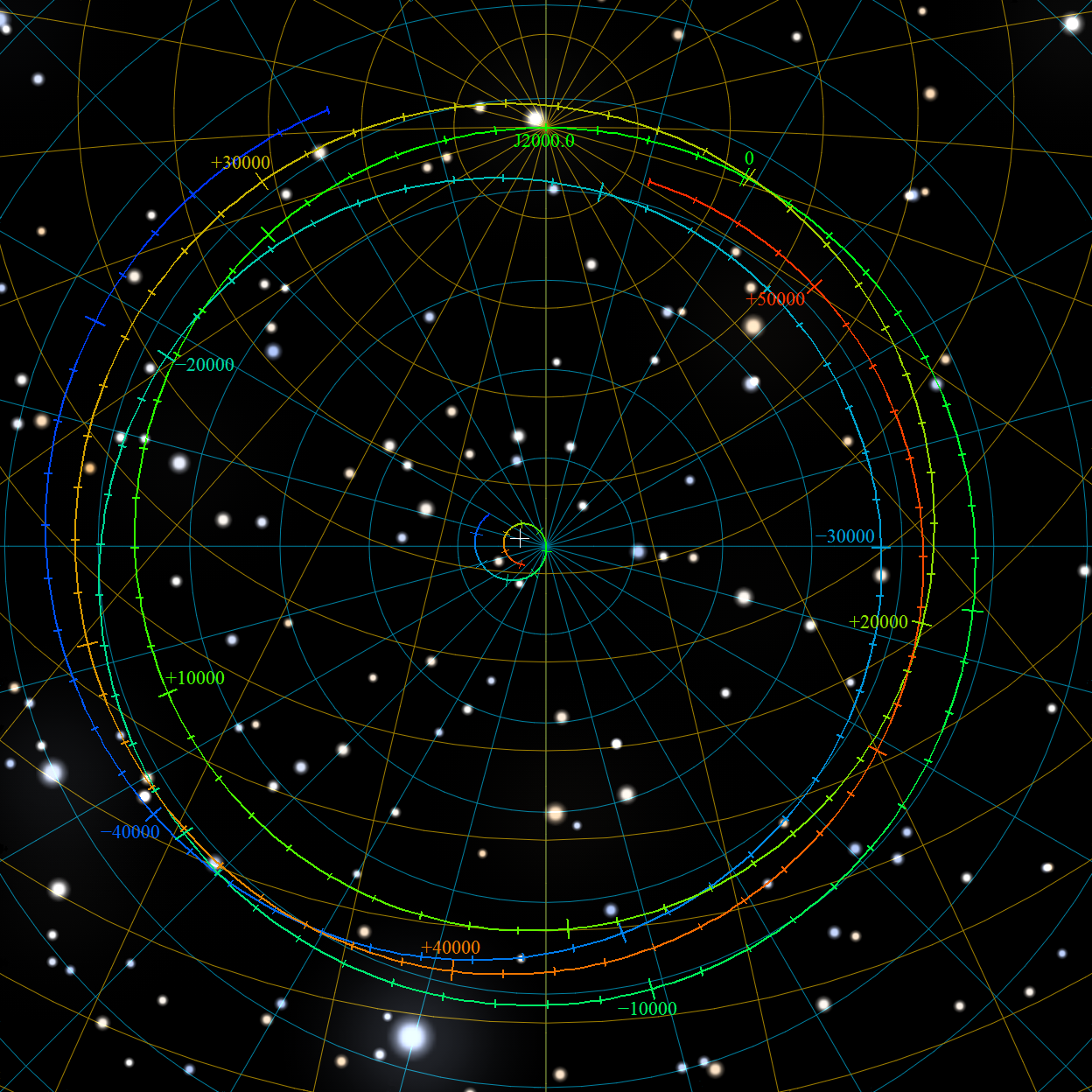
De projectie van het precessiepad van de Noordpool op de vaste hemel van het Epoch J2000.0 voor het tijdsinterval van 48000 BCE tot 52000 CE.

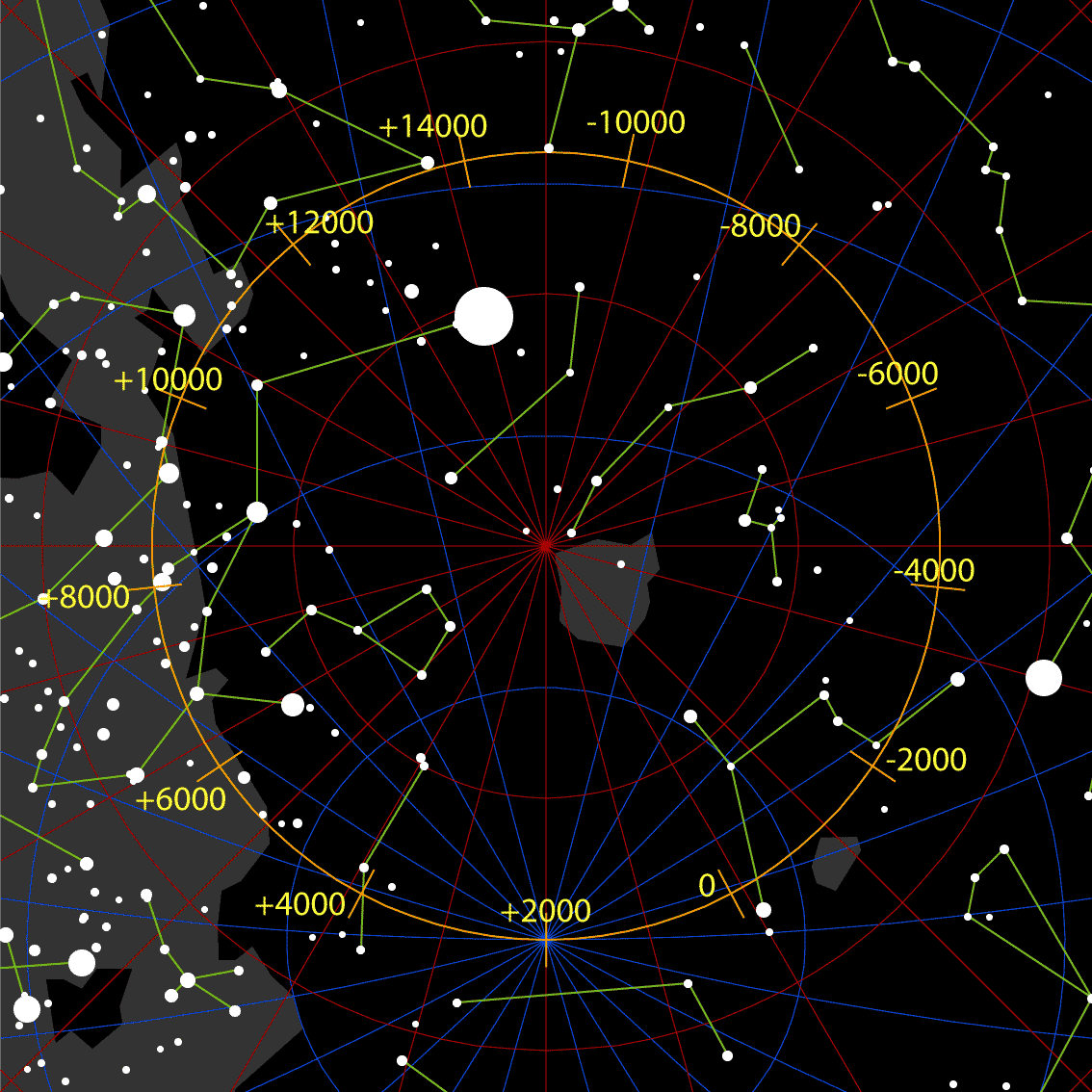
baan van de zuidelijke hemelpool tussen de sterren

Door de precessie beschrijft de aardas in ongeveer 25.770 jaar een grote (dubbele) kegel aan de hemel, zodat zowel de noordelijke als de zuidelijke hemelpool in een cirkel bewegen. Hierdoor zullen in de loop van deze periode verschillende sterren de rol van poolster vervullen. Rond het jaar 4100 is dit de ster gamma Cephei, vervolgens Deneb, een heldere ster in Zwaan. In het jaar 14.000 zal Wega, een heldere ster in Lier, de poolster zijn. Daarna duurt het nog ongeveer 12.000 jaar voordat de aardbewoners Polaris weer als nachtelijk oriëntatiepunt kunnen gebruiken.
Door Polaris wordt tegenwoordig vrij nauwkeurig de plaats van de noordelijke hemelpool aangegeven: zij staat nu (Epoche 2000) op minder dan 1 graad van de pool, of anderhalf keer de schijnbare diameter van de maan. De kortste afstand van de Poolster tot de noordelijke hemelpool zal worden bereikt in februari 2102 (0° 27' 37", ofwel minder dan de diameter van de maan).

## Noordelijke poolsterren
- Wega alpha Lyrae (ca. 12.000 v.Chr.)
- Thuban alpha Draconis (ca. 2800 v.Chr.)
- Kocab beta Ursae Minoris (ca. 1000 v.Chr.)
- Polaris alpha Ursae Minoris (2100 n.Chr.)
- gamma Cephei (ca. 4145 n.Chr.)
- Adleramin alpha Cephei (ca. 7530 n.Chr.)
- Wega alpha Lyrae (ca. 14.000 n.Chr.)

## Zuidelijke poolsterren
- De zuidelijke hemelpool heeft geen ster die vergelijkbaar is met de Poolster.
- omega Carinae (ca. 5770)
- upsilon Carinae (ca. 6850)
- Turais (iota Carinae, ca. 8075)
- delta Velorum (ca. 9240)